# 스카버러센터 버스 터미널
스카버러센터 버스 터미널(Scarborough Centre Bus Terminal)은 캐나다 온타리오주 토론토의 스카버러 지역에 위치한 시외버스 터미널이다. 이 터미널 이름은 토론토 지하철의 같은 이름의 역인 스카버러센터역의 이름을 따서 지어졌으며, GO 트랜싯, 메가버스, 플릭스버스 등의 시외버스 회사가 이 터미널을 이용한다. 이 터미널은 스카버러 타운 센터와 스카버러 시빅 센터와 맞닿아있다.
이 터미널은 3호선 스카버러의 수명이 다 하면서 스카버러센터 버스 터미널 또한 2호선 블루어-댄포스 연장과 맞물려 터미널 건물이 새로 지어질 예정이다. 2022년 10월 1일부터 터미널 건물은 폐쇄되며 그 사이에 스카버러 타운 센터 서쪽에 있는 임시 터미널에서 승객을 실어나른다.

## 운행 버스
스카버러센터 터미널에서 운행하는 버스 노선은 아래와 같다. 스카버러센터 지하철역에 정차하는 토론토 교통국의 버스는 스카버러센터역#버스 연결편을 참조한다.

### GO 트랜싯
| 노선 | 노선               | 노선                    | 종점                 | 종점     | 종점                                         | 경유지 | 기준일          | 비고 |
| ---- | ------------------ | ----------------------- | -------------------- | -------- | -------------------------------------------- | --- | --------------- | ---- |
| 41   | 해밀턴 / 피커링    | Hamilton / Pickering    | 해밀턴 GO 센터       | ↔        | 피커링역                                     | - 피커링 방면: 센테니얼 대학 · 토론토 대학교 스카버러 캠퍼스 · 킹스턴 / 페어포트 · 피커링역 - 해밀턴 방면: 컨슈머스 로드 공업단지 · 리치먼드힐 센터 터미널 · 407번 고속도로 버스 터미널 · 브래멀리역 · 스퀘어원 쇼핑센터 · 에린밀스역 · 트라팔가 / 407번 · 브론티 / 407번 · 던다스 / 407번 · 맥마스터 대학교 · 해밀턴 GO 센터 | 2023년 6월 24일 |      |
| 92   | 오샤와 / 요크데일  | Oshawa / Yorkdale       | 요크데일 버스 터미널 | ↔        | 오샤와역                                     | - 토론토 방면: 요크밀스 버스 터미널 · 요크데일 버스 터미널 - 오샤와 방면: 킹스턴 / 포트유니언 · 킹스턴 / 페어포트 · 킹스턴 / 글레내나 · 킹스턴 / 하우드 · 던다스 / 브록 · 던다스 / 식슨 · 센터 / 에이솔 · 오샤와역 | 2022년 9월 3일  |      |
| 92A  | 오샤와 / 요크데일  | Oshawa / Yorkdale       | 요크데일 버스 터미널 | → PM← AM | 던다스 / 412번 고속도로 환승 주차장 (휘트비) | - 토론토 방면: 요크밀스 버스 터미널 · 요크데일 버스 터미널 - 오샤와 방면: 킹스턴 / 포트유니언 · 킹스턴 / 페어포트 · 킹스턴 / 글레내나 · 킹스턴 / 하우드 · 던다스 / 412번 | 2022년 9월 3일  |      |
| 94   | 피커링 / 미시소가  | Pickering / Mississauga | 스퀘어원 쇼핑센터    | ↔        | 피커링역                                     | - 피커링 방면: 피커링역 - 미시소가 방면: 영 / 포인츠 (셰퍼드-영역) · 요크데일 버스 터미널 · 킬 / 401번 · 토론토 피어슨 국제공항 제1터미널 · 렌포스역 · 딕시역 · 스퀘어원 쇼핑센터 | 2023년 6월 24일 |      |
| 96B  | 오샤와 / 핀치 급행 | Oshawa / Finch Express  | 핀치 버스 터미널     | ↔        | 오샤와역                                     | - 오샤와 방면: 에이잭스역 · 휘트비역 · 오샤와역 - 토론토 방면: 영 / 셰퍼드 (셰퍼드-영역) · 핀치 버스 터미널 | 2023년 6월 24일 |      |
| 96Z  | 오샤와 / 핀치 급행 | Oshawa / Finch Express  | 핀치 버스 터미널     | ↔        | 오샤와역                                     | - 오샤와 방면: 토론토 동물원 · 에이잭스역 · 휘트비역 · 오샤와역 - 토론토 방면: 영 / 셰퍼드 (셰퍼드-영역) · 핀치 버스 터미널 | 2023년 6월 24일 |      |

### 메가버스
- 스카버러센터 터미널 - 킹스턴 - 몬트리올
- 스카버러센터 터미널 - 킹스턴 - 오타와

### 플릭스버스
- 스카버러 - 휘트비 - 피터버러 - 오타와
- 스카버러 - 킹스턴 - 오타와
- 스카버러 - 유니언역 버스 터미널 - 나이아가폴스 버스 터미널 - 버펄로 - 이타카 - 빙엄턴 - 스크랜턴 - 뉴욕
- 스카버러 - 유니언역 버스 터미널 - 세인트캐서린스 - 나이아가라폴스 버스 터미널 - 빙엄턴 - 뉴욕
- 스카버러 - 유니언역 버스 터미널 - 해밀턴 맥마스터 대학교 - 런던 - 런던 웨스턴 대학교 - 채텀켄트 - 윈저 - 디트로이트

### 라이더 익스프레스
- 스카버러 - 벨빌 - 킹스턴 - 오타와 핀크레스트몰 - 오타와 세인트로렌역
- 스카버러 - 피터버러 - 마모라 - 매독 - 퍼스 - 칼턴플레이스 - 오타와 캐나타 - 오타와 세인트로렌역

## 같이 보기
- 스카버러센터역